# Herbie Taylor
Herbert Wilfred Taylor MC (* 5. Mai 1889 in Durban, Kolonie Natal; † 8. Februar 1973 in Kapstadt, Südafrika) war ein südafrikanischer Cricketspieler, der zwischen 1912 und 1932 für die südafrikanische Nationalmannschaft spielte.

## Kindheit und Ausbildung
Taylor besuchte die Michaelhouse School in Durban. Sein Bruder Dan Taylor spielte ebenfalls Cricket für Südafrika und Natal.

## Aktive Karriere
Taylor gab sein First-Class-Debüt in der Saison 1909/10 und spielte in der Folge für Natal. Sein Test-Debüt folgte beim Triangular Tournament 1912 gegen Australien. Im weiteren Verlauf des Turniers erreichte er ein Fifty über 93 Runs gegen Australien. Bei der nächsten Tour gegen England im Dezember 1913 übernahm er die Rolle des Kapitäns und er erzielte im ersten Test ein Century über 109 Runs. In den weiteren Tests der Serie gelangen ihm drei weitere Fifties (70, 93 und 87 Runs), jedoch verlor Südafrika die Serie mit 4–0.
Durch den Ersten Weltkrieg wurde das internationale Cricket unterbrochen. Während des Krieges diente Taylor in der Royal Field Artillery und dem Royal Flying Corps. Dafür erhielt er das Military Cross. Nach Kriegsende spielte er zunächst Rugby für den Blackheath F.C. Bei der ersten Cricket-Tour nach Kriegsende führte er das Team im November 1921 gegen Australien an, wobei er im zweiten Test der Serie ein Fifty über 80 Runs erzielte. Im Jahr darauf kam das englische Team nach Südafrika, wobei er die Mannschaft mit einem Century über 176 Runs zum Sieg im ersten Test führte. Nachdem ihm im dritten Test ein Fifty über 91 Runs gelungen war, folgten in den beiden verbliebenen Tests je ein Century (101 und 102 Runs), womit er die Serienniederlage jedoch nicht vermeiden konnte. Beim Gegenbesuch in England im Juli 1924 erreichte er im dritten Test zwei Fifties (59* und 56 Runs), doch ging auch diese Serie mit 3–0 verloren. Daraufhin wurde er von Nummy Deane als Kapitän ersetzt.
Bei der Tour gegen England in der Saison 1927/28 erreichte er im zweiten Test zwei Fifties über 68 und 71 Runs. Nach einem weiteren Fifty (60 Runs) im dritten Spiel der Serie, folgte im vierten Test ein Century über 101 Runs. Mit Letzterem führte er Südafrika zum Sieg. In der Saison 1929 reiste er mit dem Team erneut nach England, wo er zunächst ein Fifty über 70 Runs erreichte, bevor er im letzten Test der Serie ein Century über 121 Runs erzielte.  Im Dezember 1930 kam England erneut nach Südafrika, wobei er im zweiten Test ein Century über 117 Runs beisteuerte. Je ein weitres Fifty (64* Runs und 72 Runs) folgte in den beiden nächsten Tests. Im folgenden Jahr gelangen ihm in Australien im vierten Test erneut zwei Fifties (78 und 84 Runs), bevor er im Februar 1932 gegen Neuseeland seinen letzten Test bestritt. Sein letztes First-Class-Spiel absolvierte er in der Saison 1935/36.

## Nach der aktiven Karriere
In den Jahren nach seiner Karriere lebte er in Kapstadt und trainierte Schüler. Er starb im Februar 1973 im Alter von 83 Jahren.